# Geoffreyella
Geoffreyella is een geslacht van kevers uit de familie van de loopkevers (Carabidae). De wetenschappelijke naam van het geslacht is voor het eerst geldig gepubliceerd in 2012 door Baehr.

## Soorten
Het geslacht Geoffreyella omvat de volgende soorten:
- Geoffreyella holoserica Baehr, 2012
- Geoffreyella lamingtonensis Baehr, 2012